# 赫胥黎陨击坑
赫胥黎陨击坑（Huxley）是火星希腊区的一座撞击坑，中心坐标位于南纬62.67度、东经100.77度处，直径106.52公里，其名称取自英国生物学家托马斯·亨利·赫胥黎（1825年-1895年)，1973年被国际天文联合会批准接受。
赫胥黎陨击坑位于更大的塞奇陨击坑南面。

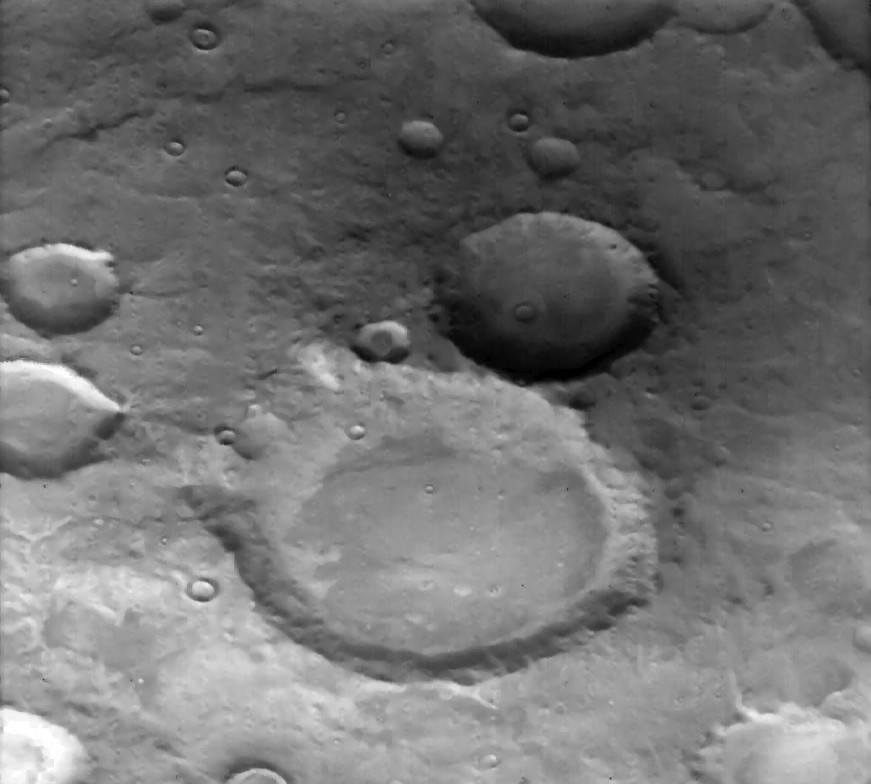
海盗2号轨道器拍摄的斜视图。
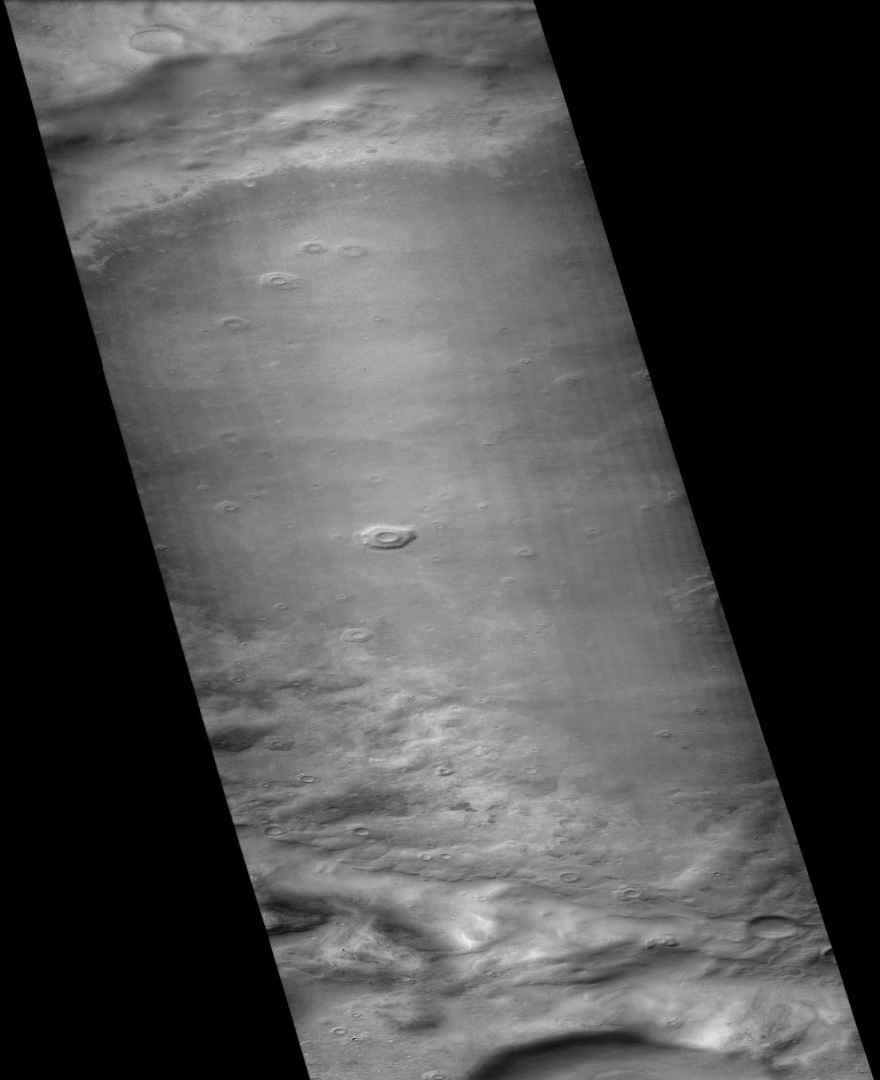
火星勘测轨道飞行器背景相机拍摄的赫胥黎陨击坑。

## 另请查看
- 火星撞击坑